# 695 Bella
695 Bella è un asteroide della fascia principale del diametro medio di circa 48,18 km. Scoperto nel 1909, presenta un'orbita caratterizzata da un semiasse maggiore pari a 2,5397298 UA e da un'eccentricità di 0,1600504, inclinata di 13,85623° rispetto all'eclittica.
L'origine del suo nome è sconosciuta.